# Bernardo Estornés Lasa
Bernardo Estornés Lasa (Izaba, Navarra, 11 de maig de 1907 - Sant Sebastià 10 d'agost de 1999) va ser un promotor de la cultura basca, escriptor i fundador i director de la "Enciclopedia General Ilustrada del País Vasco" (Enciclopèdia Auñamendi).

## Biografia
Fill de Bernardo Estornés Anaut i Eleuteria Lasa Anaut. La seva infància va transcórrer en el poble de la vall de Roncal, entre l'escola i la botiga de la seva mare i ties. El 1922 es trasllada a estudiar a Saragossa, en els temps que a Navarra no existia Universitat. Allí viurà amb el seu germà Mariano i una tia en una pensió d'una roncalesa. La resta de la família emigrà el 1924 després de vendre la botiga d'Izaba per a comprar-ne una altra a Saragossa. Aprèn l'euskera i pren notes de les seves característiques, a més de llegir diferents escriptors navarresos i a rebuscar documents en arxius. Inicia els seus estudis historiogràfics de la vall del Roncal, escrivint el seu primer llibre el 1927 Erronkari amb gran èxit de vendes. en aquests anys s'inscriu com soci de la Societat d'Estudis Bascos (Eusko Ikaskuntza) que va conèixer i el Centro Vasco-Navarro de Saragossa.
Arriba a conèixer Arturo Campión en Pamplona. Les seves idees són pro furs assentades en el reforç del fet navarrès impulsat per la Gamazada. Es llicencia el 1929 amb el títol de Professor mercantil i aquest mateix any li oferixen un lloc en la Societat d'Estudis Bascos, i en acabar és nomenat Cap d'Oficina a Sant Sebastià. En aquesta ciutat a més va obrir una Acadèmia de Comerç, introduint en la mateixa l'euskera, una mica inusual llavors. En la biblioteca de la Societat d'Estudis Bascos auxiliava Julio de Urquijo per a preparar els originals de la Revista Internacional de Estudios Vascos que fundà Urquijo el 1907. Allí va fer amistat amb un gran nombre de personalitats de la cultura basca.
El setembre del 1930 en el V Congrés d'Estudis Bascos realitzat a Bergara a més de participar en els temes culturals participaria en la decisió d'elaborar l'Estatut d'Autonomia Basc. Afiliat al Partit Nacionalista Basc, en va participar en les reunions preparatòries ja en temps de la Segona República Espanyola. Va preparar un text per a l'ensenyament en les escoles en basc (ikastolak) d'un gran èxit Sabin euskalduna que va traduir a l'euskera Agustín Zumalabe. El 1933 publica Història del País Vasco, amb il·lustracions i mapa, i posteriorment una versió infantil Entre 1933-1934 crea l'editora "Beñat Idaztiak" i la "Col·lecció Zabalkundea" Però el projecte més ambiciós d'Estornés era la preparació del que després, molts anys després, seria l'Enciclopèdia General Il·lustrada del País Basc. Estornés traça entre 1935-1936 les seves línies mestres. Els seus col·laboradors abasten de forma àmplia el moviment basquista del moment.
Quan s'inicia la Guerra Civil espanyola es troba amb diversos germans a Sant Sebastià. Hi ha lluita als carrers i es forma una columna per a auxiliar Vitòria. Mentrestant, a la seva localitat natal, Isaba, elements falangistes el busquen a ell i els seus germans. Visita al centenari Arturo Campión, ja cec, poca abans de ser presa la ciutat. Campión li manifesta el seu horror, la seva condemna de la rebel·lió. El 8 de setembre passa en un vapor a Donibane Lohizune. Una cosina bearnesa el duu amb altres germans fugits a la seva casa de Billère, prop de Pau. A l'hivern de 1937 els tres germans, Alfonso, Mariano i Bernardo, són confinats a Lilla. Allí utilitzar la seva excel·lent Biblioteca Universitària. El 1938 i davant la situació de la guerra a Espanya i la situació d'Europa decideixen partir cap a Amèrica. Es va casar en Pau el 8 de novembre de 1939 amb Ignacia Zubizarreta que havia aconseguit sortir de Guipúscoa. Van embarcar a Marsella rumb a Xile al desembre, arribant a Santiago de Xile el 4 de gener de 1940. A Xile reben ajuda gràcies al suport a la República del President Pedro Aguirre Cerda, d'origen basc.
Neix al novembre la seva primera filla. El 1941 comença a publicar Estornés la revista "Batasuna", per als bascos de Xile, posteriorment substituïda el 1943 per una més política, "Euzkadi", en la qual també hi col·labora. El 1946 organitza una indústria de reciclatge de cristall que serà la fonamental font d'ingressos de la família mentre va estar en l'exili. Publica s l'editorial Ekin d'exiliats bascos a Argentina Estètica basca el 1952. El 1958 la família Estornés-Zubizarreta, amb Mariano Estornés, embarca retorna a Europa i s'instal·la a Sant Sebastià on reprèn la relació amb els amics que hi queden. Li envien la seva biblioteca des de Xile. Desenterrà material important de l'Editorial prèvia a la guerra, guardat aquest dipòsit pels seus amics, familiars i el mateix porter de l'immoble. En aquest any comença a publicar la Col·lecció Auñamendi, i sota la cobertura d'Itxalopena fins a 1962. El primer fou nombre "Oro del Ezka" del seu germà Mariano.
Les seves publicacions hagueren d'eludir la censura franquista que es basen eln l'ordre del ministeri de Governació del 15 de juliol de 1939. El 1966 l'Acadèmia de la Llengua Basca (Euskaltzaindia) nomena Estornés acadèmic, igual que fa l'Institut Americà d'Estudis Bascos de Buenos Aires. En aquests anys va sent preparada la Enciclopededia Auñamendi (Enciclopèdia General Il·lustrada del País Basc) que es planteja amb tres cossos: Diccionari Enciclopèdic Basc, Enciclopèdia Sistemàtica, Bibliografia General Basca.

## Obres

### Narracions
- Sabin euskalduna. Beñat Idaztiak (1931, Eusko Argitaldaria)
- Cuentos roncaleses, poemas y otras cosas navarras (1980, Auñamendi)

### Poesia
- Kixmi-ren kantua - El Cantar de Kixmi (1982, Auñamendi)
- El Cantar de Roncesvalles y otros Poemas navarros (1979, Auñamendi)